# Thomas Joseph Hutchinson
Thomas Joseph Hutchinson (1820-1885) fue un explorador anglo-irlandés, nacido en Stonyford Condado de Kilkenny Irlanda, estudiante de medicina. 
Después de un viaje a África Occidental en 1851, fue jefe de cirugía en la Expedición de Níger (1854-1855). Después de dos años como cónsul inglés en el Golfo de Biafra y Fernão do Pó, se convirtió en gobernador de este último lugar (1857) y en 1861 fue trasladado al consulado en Rosario en Argentina , donde participó en la expedición Río Salado de 1862. Visitó Córdoba en el mismo año. 
En 1870 fue nombrado Cónsul en el Callao y tres años más tarde se retiró a su hogar irlandés. 

## Obra

### Algunas publicaciones
- Narrative of the Niger Tshadda Binuë Exploration (1855)
- Impressions of Western Africa (1858)
- Ten Years' Wandering among the Ethiopians (1861)
- Buenos Ayres and Argentine Gleanings (1865)
- Parana and South American Recollections (1868)
- Two Years in Peru (1873)
- Summer Rambles in Brittany (1876)